# Kameeldoorn (Kalahari)
De (Afrikaanse) kameeldoorn (Vachellia erioloba (E.Mey.) P.J.H. Hurter, voorheen Acacia erioloba) is een boom uit de vlinderbloemenfamilie die voorkomt in de savanne-, halfwoestijn- en woestijngebieden van zuidwestelijk Zambia, Zimbabwe, Botswana, zuidelijk Angola en de provincies Vrijstaat, Limpopo, Noord-Kaap en Noordwest van Zuid-Afrika. Op de Zuid-Afrikaanse Rode Lijst is de boom in 2015 in de categorie niet bedreigd (LC) geplaatst, hoewel er wel wat kanttekeningen zijn over het gebruik van hout als brandhout in de grotendeels boomloze Noord-Kaap.
De boom moet niet verward worden met de Arabische kameeldoorn (Alhagi maurorum) die uit het Midden-Oosten komt en daar wel door kamelen aangevreten wordt. Bij de Afrikaanse kameeldoorn moet men eerder aan het Afrikaanse woord kameelperd denken dat giraffe betekent. Deze dieren vreten inderdaad graag van de kroon van deze boom. Mensen gebruiken het hout voor de braai.
De boom heeft een typische vorm die wel wat op een parasol lijkt. De hoogte is gewoonlijk 7 meter, maar 22 m kan wel gehaald worden. De wortels kunnen 60 m diep reiken en evenals zijn Arabische naamgenoot kan de boom in zeer droog terrein met een neerslag tot 40 mm per jaar nog overleven. De bloemen lijken wat op gele mimosa en de vruchten zijn peulvormig. Ze worden  met graagte gegeten door een reeks dieren zoals olifanten, neushoorns, giraffen en diverse antilopesoorten.